# Stay Around
Stay Around è un album di J.J. Cale, pubblicato dalla Because Records il 26 aprile 2019.
È uscito sei anni dopo la morte dell'artista ed è composto da tutti brani inediti prodotti e mixati diversi anni prima dallo stesso Cale. L'album fu prodotto dalla sua vedova, la musicista Christine Lakeland, che scelse i brani con Mike Kappus, da lungo tempo amico e manager del marito. I brani sono tutti di Cale ad eccezione di My Baby Blues, scritto dalla Lakeland per delle registrazioni fatte col marito nel 1977.
La pubblicazione fu preceduta dall'uscita di Chasing You, il primo singolo tratto dall'album,  che poté essere scaricato a pagamento da internet a partire dal 31 gennaio 2019. La title track Stay Around fu pubblicata in digitale il 20 marzo 2019 e su vinile il successivo 13 aprile con Worrying Off Your Mind sul lato B.

## Tracce
1. Lights Down Low – 2:20 (J.J. Cale)
2. Chasing You – 4:26 (J.J. Cale)
3. Winter Snow – 3:25 (J.J. Cale)
4. Stay Around – 4:42 (J.J. Cale)
5. Tell You 'Bout Her – 3:45 (J.J. Cale)
6. Oh My My – 1:51 (J.J. Cale)
7. My Baby Blues – 3:04 (Christine Lakeland)
8. Girl of Mine – 3:02 (J.J. Cale)
9. Go Downtown – 3:32 (J.J. Cale)
10. If We Try – 2:49 (J.J. Cale)
11. Tell Daddy – 3:24 (J.J. Cale)
12. Wish You Were Here – 2:45 (J.J. Cale)
13. Long About Sundown – 2:48 (J.J. Cale)
14. Maria – 3:38 (J.J. Cale)
15. Don't Call Me Joe – 3:01 (J.J. Cale)

## Musicisti
- J.J. Cale
- Christine Lakeland
- Bill Raffensperger
- Bobby Emmons
- David Briggs
- David Teegarden
- James Cruce
- Jim Keltner
- Jim Karstein
- Johnny Christopher
- Kenny Buttrey
- Larry Bell
- Reggie Young
- Rocky Frisco
- Spooner Oldham
- Tim Drummond
- Tommy Cogbill
- Walt Richmond

## Produzione
Produzione e missaggio brani
- J.J. Cale

Produzione album
- Christine Lakeland

Coordinatore del progetto
- Mike Cappus